# Thermopolium

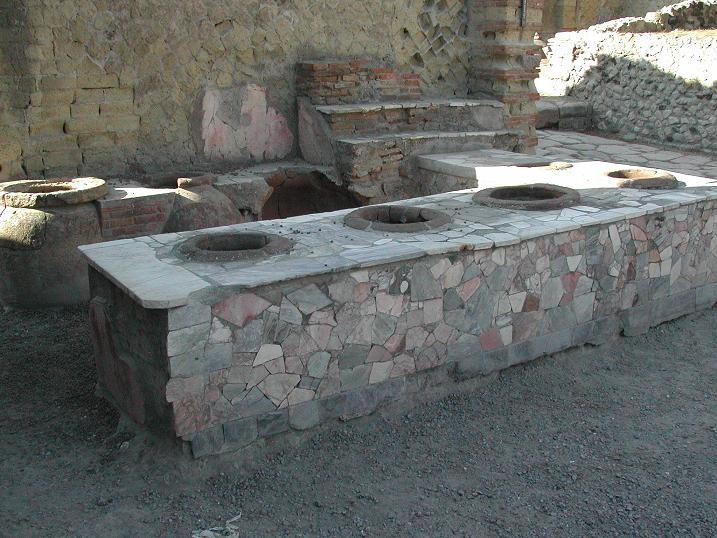
Thermopolium Herculaneumban

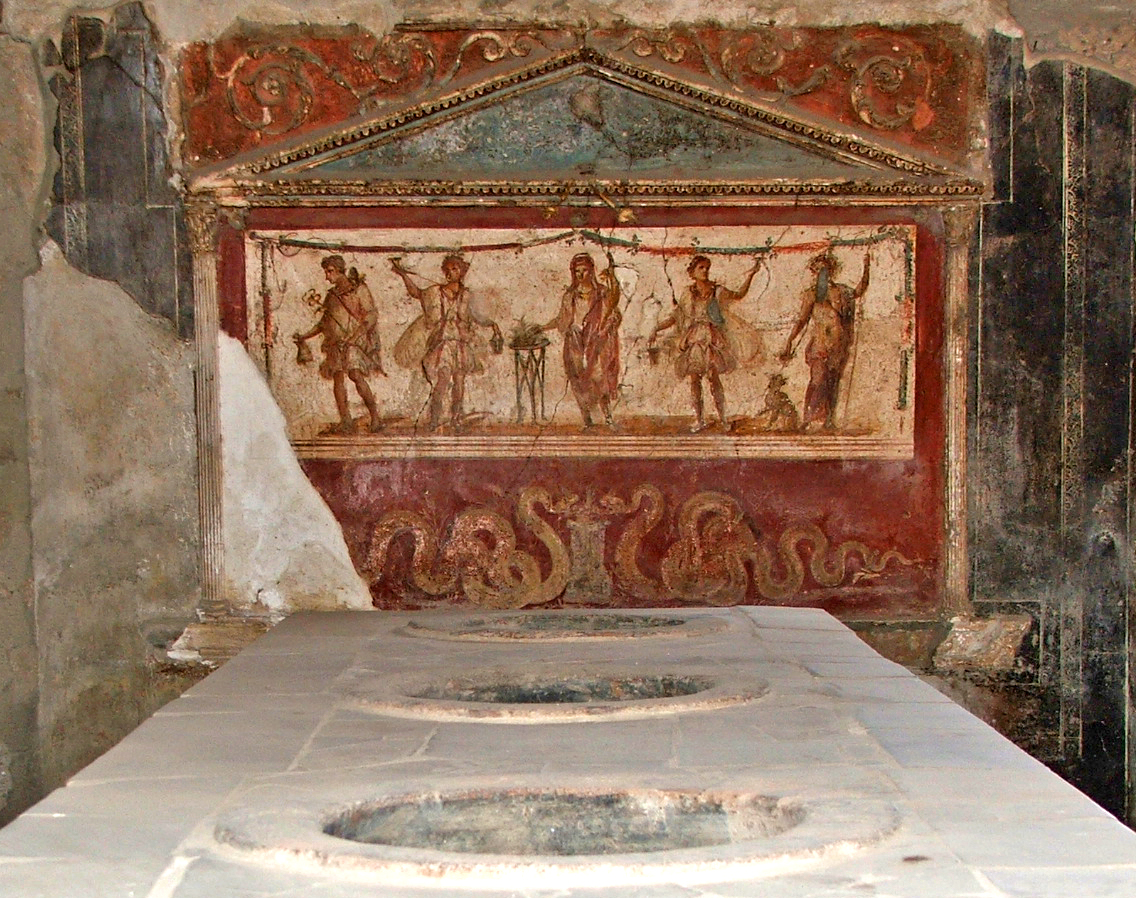
Egy thermopolium Pompeiiben

A thermopolium meleg ételeket és italokat árusító üzlettípus volt az antik görög és római világban.

## Pompeii lelet
2020. december 26-án jelentették be régészek, hogy sikerült Pompeiiben feltárni egy eredeti állapotában megőrződött thermopoliumot a V. régészeti lelőhelyen, az északkeleti városrészben. A thermopóliumban a leletek szerint meleg ételt és italt is kínáltak, előbbinek a maradványait sikerült megtalálni a feltárás során. Az üzlet pultját színes freskók díszítették, amelyek olyan állatokat ábrázoltak, amelyekből az értékesített ételek készültek, például egy csirkét és két fejjel lefelé lógó kacsát. A meleg ételeket terrakotta edényekből kínálták, amelyeket az üzlethelyiség kör alakú lyukakkal ellátott pultjába eresztettek be. A régészek találtak egy díszített bronz itatótálat is, amelyet paterának hívnak, valamint kerámia edényeket pörkölt és levesek főzéséhez, borosflaskát és amforát. Massimo Ossana, a Pompeii Régészeti Park igazgatója szerint ez volt az első teljes egészében feltárt termopolium.